# Svjetsko prvenstvo u atletici 2023.
XIX. svjetsko prvenstvo u atletici (mađ. 2023-as atlétikai világbajnokság) održalo se 2023. godine od 19. do 27. kolovoza u Budimpešti, u Mađarskoj. Bilo je 202 država sudionica. Od hrvatskih natjecatelja, najbolja je bila Sandra Perković, peta u bacanju diska.

## Mjesto natjecanja
Prvenstvo se održalo u Nacionalnom centru za atletiku u Budimpešti koji je podignut za ovo prvenstvo. Kapaciteta je 40 000 gledatelja. Drugi je budimpeštanski nacionalni stadion.
Osim Budimpešte, španjolska Sevilla i glavni grad Kenije Nairobi izrazili su interes za domaćinstvo događaja. Svjetsko prvenstvo U18 održano je u Nairobiju u srpnju 2017., ali su brojne nacije odlučile ne sudjelovati, između ostalog, zbog sigurnosnih razloga. Predsjednik Afričke atletske federacije Hamad Kalkaba Malboum iznio je predsjedniku Svjetske atletske federacije Sebastianu Coeu planove o skorom domaćinstvu Svjetskog atletskog prvenstva na afričkom kontinentu, smatrajući: Alžir, Egipat, Keniju, Maroko, Nigeriju i Južnoafričku Republiku dovoljno ekonomski jakim da organiziraju sportski događaj. Međutim, Kalkaba Malboum je bio mišljenja da je 2023. još uvijek prerano za takav događaj, ali da se može uzeti u obzir 2025. Međutim, u srpnju 2022. Tokio je dobio ugovor za domaćinstvo Svjetskog prvenstva 2025.

## Vanjske poveznice
- Službena stranica IAAF-a  Arhivirana inačica izvorne stranice od 11. studenoga 2019. (Wayback Machine)